# Damien Dorsaz
Pour les articles homonymes, voir Dorsaz.
Damien Dorsaz est un acteur suisse né en Valais le 24 octobre 1973.

## Filmographie

### Cinéma
- 2017 : Maryline : Le petit ami
- 2013 : L'amour est un crime parfait : le jeune inspecteur
- 2012 : Cornouaille de Anne Le Ny : Le père d'Odile
- 2005 : Les Amants réguliers de Philippe Garrel

### Télévision
- 2012 : T'es pas la seule, épisode : Un Noël de Maigret de Jean-Paul Sassy
- 2010 : Marion Mazzano de Marc Angelo : substitut Costa
- 2007 : Une histoire à ma fille, de Chantal Picault : Guillaume
- 2007 : La Fille du chef : Pierre, le masseur de l'hôtel
- 2006 : Les Bleus, premiers pas dans la police, série télévisée de Alain Tasma: Michel Poulain
- 2005 : Joséphine, ange gardien : Stéphane Ferret
- 2018 : Ondes de choc (épisode 2 : Sirius) de Frédéric Mermoud